# 유사 거리 공간
기하학에서 유사 거리 공간(類似距離空間, 영어: pseudometric space)은 임의의 두 점 사이의 거리를 잴 수 있지만, 서로 다른 두 점 사이의 거리가 0이 될 수 있는 기하학적 공간이다. 유사 거리 공간 가운데, 서로 다른 두 점 사이의 거리가 양수인 것을 거리 공간이라고 한다.

## 정의
집합 {\displaystyle X} 위의 확장 유사 거리 함수(擴張類似距離函數, 영어: extended pseudometric function)는 다음 조건을 만족시키는 함수
{\displaystyle d\colon X\times X\to [0,\infty ]}
이다.:12, §0.13
- 임의의 {\displaystyle x\in X}에 대하여, {\displaystyle d(x,x)=0}
- (대칭성) 임의의 {\displaystyle x,y\in X}에 대하여, {\displaystyle d(x,y)=d(y,x)}
- (삼각 부등식) 임의의 {\displaystyle x,y,z\in X}에 대하여, {\displaystyle d(x,y)+d(y,z)\geq d(x,z)}

둘째·셋째 공리는 다음과 같은 하나의 공리로 대체될 수 있다.
- (삼각 부등식) {\displaystyle d(z,y)+d(y,x)\geq d(x,z)}

여기서 {\displaystyle y=x}로 잡으면 {\displaystyle d(y,x)=d(x,y)}가 되어, 대칭 공리를 얻는다. 만약 {\displaystyle d}의 공역을 음이 아닌 확장된 실수 {\displaystyle [0,\infty ]} 대신 음이 아닌 실수 {\displaystyle [0,\infty )}로 대체할 경우, 유사 거리 함수의 개념을 얻는다.
만약 (확장) 유사 거리 함수 {\displaystyle d}가 다음 조건을 추가로 만족시킨다면, (확장) 거리 함수라 한다.
- (구분 불가능한 점의 동일성) 임의의 {\displaystyle x,y\in X}에 대하여, {\displaystyle d(x,y)=0\iff x=y}

(확장) 유사 거리 공간(영어: (extended) pseudometric space) {\displaystyle (X,d)}은 (확장) 유사 거리 함수가 주어진 집합이다.:12, §0.13

### 유사 거리 공간의 특별한 집합
확장 유사 거리 공간 {\displaystyle X}에서, 점 {\displaystyle x\in X}를 중심으로 하는, 반지름이 {\displaystyle r\in (0,\infty ]}인 열린 공 {\displaystyle \operatorname {ball} (x,r)}는 다음과 같다.
{\displaystyle B_{r}(x)=\{y\in X\colon d(x,y)<r\}}
유사 거리 공간 {\displaystyle X}의 유계 집합 {\displaystyle S\subset X}는 다음 조건을 만족시키는 부분 집합이다.
- {\displaystyle \sup\{d(x,s)\colon s\in S\}<\infty }인 점 {\displaystyle x\in X}가 존재한다.

### 거리 위상
확장 유사 거리 공간 {\displaystyle (X,d)}의 유사 거리 위상(類似距離位相, 영어: pseudometric topology)은 열린 공들을 기저로 하는 위상이다. 즉, 유사 거리 위상에서의 열린집합은 다음 조건을 만족시키는 부분 집합 {\displaystyle U\subset X}이다.
모든 {\displaystyle x\in U}에 대하여, {\displaystyle \operatorname {ball} (x,r_{x})\subseteq U}인 {\displaystyle r_{x}>0}가 존재한다.
이에 따라 모든 확장 유사 거리 공간은 표준적으로 위상 공간을 이룬다. 그러나 거리 공간의 경우와 달리 이는 콜모고로프 공간이 되지 않을 수 있다.

## 연산

### 지름
확장 유사 거리 공간 {\displaystyle (X,d)}의 지름(영어: diameter) {\displaystyle \operatorname {diam} X}는 그 속의 두 점 사이의 가능한 거리들의 상한이다.
{\displaystyle \operatorname {diam} X=\sup _{x,y\in X}d(x,y)\in [0,\infty ]}
마찬가지로, 유사 거리 공간의 부분 집합은 거리 공간을 이루므로 그 지름을 정의할 수 있다.
지름이 유한한 확장 유사 거리 공간을 유계 유사 거리 공간 이라고 한다.

### 거리화
유사 거리 공간 {\displaystyle (X,d)} 위에 다음과 같은 동치 관계를 줄 수 있다.
{\displaystyle x\sim y\iff d(x,y)=0\qquad \forall x,y\in X}
그렇다면, 이에 대한 몫집합 {\displaystyle X/\sim } 위에 다음과 같은 거리 함수가 존재한다.
{\displaystyle d([x]_{\sim },[y]_{\sim })=d(x,y)\qquad \forall x,y\in X}
이에 따라 {\displaystyle X/\sim }은 거리 공간을 이룬다.

## 성질
유사 거리 공간 {\displaystyle (X,d)}의 임의의 부분 집합 {\displaystyle Y\subseteq X}에 대하여, {\displaystyle (Y,d|_{Y\times Y})}는 유사 거리 공간을 이룬다.

### 위상수학적 성질
모든 유사 거리 공간은 다음 성질들을 만족시킨다.
- 파라콤팩트 공간이다.
- 완전 정규 공간이다.
- 제1 가산 공간이다.

### 함의 관계
다음과 같은 함의 관계가 성립한다.
거리 공간 ⇒ 유사 거리 공간 ⇒ 확장 유사 거리 공간 ⇒ 로비어 공간

## 예
불 대수 {\displaystyle B} 위의 유한 유한 가법 측도 {\displaystyle \mu \colon B\to [0,\infty )}가 주어졌을 때, {\displaystyle \Sigma } 위에는 다음과 같은 자연스러운 유사 거리 함수가 존재한다.
{\displaystyle d(A,B)=d(A\bigtriangleup B)=d(A\setminus B)+d(B\setminus A)}
여기서 {\displaystyle \bigtriangleup }은 대칭차이다.
함수해석학에서, Lp 거리 공간 {\displaystyle L^{p}(X)}은 어떤 함수 공간 {\displaystyle {\mathcal {L}}^{p}(X)}의 거리 공간화로 정의되며, {\displaystyle {\mathcal {L}}^{p}(X)}는 유사 거리 공간이지만 일반적으로 거리 공간이 아니다.